# Waalse Pijl 1997
De 61ste editie van de Waalse Pijl (ook wel bekend als La Flèche Wallone) werd gehouden op woensdag 16 april 1997. Het parcours had een lengte van 205.5 kilometer. De start vond plaats in Spa en de finish was in Hoei, op de Muur van Hoei om precies te zijn. Van de 189 gestarte renners bereikten 106 coureurs de eindstreep. 

## Uitslag
| Waalse Pijl 1997 (205.5 km) |                  |                         |          |
| Plaats                      | Naam             | Ploeg                   | Tijd     |
| Winnaar                     | Laurent Jalabert | ONCE                    | 5u07'00" |
| 2                           | Luc Leblanc      | Team Polti              | +00' 19" |
| 3                           | Alex Zülle       | ONCE                    | +00' 50" |
| 4                           | Michele Bartoli  | MG Maglificio-Technogym | z.t.     |
| 5                           | Marco Pantani    | Mercatone Uno           | z.t.     |
| 6                           | Pascal Lino      | Big Mat-Auber 93        | z.t.     |
| 7                           | Andrea Noè       | Asics                   | z.t.     |
| 8                           | Beat Zberg       | Mercatone Uno           | z.t.     |
| 9                           | Benoît Salmon    | Lotto-Mobistar          | z.t.     |
| 10                          | Richard Virenque | Festina-Lotus           | z.t.     |
|                             |                  |                         |          |
| 14                          | Michael Boogerd  | Rabobank                | z.t.     |
| 30                          | Mario Aerts      | Vlaanderen 2002         | +04' 40" |

1936 · 1937 · 1938 · 1939 · 1940 · 1941 · 1942 · 1943 · 1944 · 1945 · 1946 · 1947 · 1948 · 1949 · 1950 · 1951 · 1952 · 1953 · 1954 · 1955 · 1956 · 1957 · 1958 · 1959 · 1960 · 1961 · 1962 · 1963 · 1964 · 1965 · 1966 · 1967 · 1968 · 1969 · 1970 · 1971 · 1972 · 1973 · 1974 · 1975 · 1976 · 1977 · 1978 · 1979 · 1980 · 1981 · 1982 · 1983 · 1984 · 1985 · 1986 · 1987 · 1988 · 1989 · 1990 · 1991 · 1992 · 1993 · 1994 · 1995 · 1996 · 1997 · 1998 · 1999 · 2000 · 2001 · 2002 · 2003 · 2004 · 2005 · 2006 · 2007 · 2008 · 2009 · 2010 · 2011 · 2012 · 2013 · 2014 · 2015 · 2016 · 2017 · 2018 · 2019 · 2020 · 2021 · 2022 · 2023 · 2024
Lijst van beklimmingen